# Gnophomyia ctenura
Gnophomyia ctenura är en tvåvingeart som beskrevs av Evgenyi Nikolayevich Savchenko 1976. Gnophomyia ctenura ingår i släktet Gnophomyia och familjen småharkrankar. Inga underarter finns listade i Catalogue of Life.